# Зорге Ріхард Густавович
Рі́хард Зо́рге (в деяких джерелах з по-батькові Густавович, агентурні псевдоніми «Рамза́й», «Інсон», «Зонтер»; нім. Richard Sorge; нар. 4 жовтня 1895 — 7 листопада 1944) — німецький журналіст, дипломат, радянський розвідник нелегальної резидентури часів Другої світової війни, резидент радянської розвідки у Японії (1933—1941). Герой Радянського Союзу (1964, посмертно).

## Легендарна особа та сьогодення

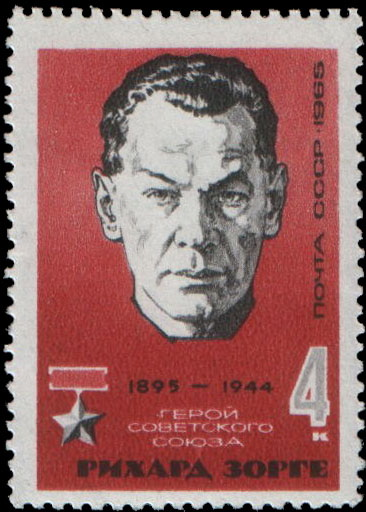
Ріхард Зорге на поштовій марці

Завдяки поширенню його імені в мас-медіа і популярній літературі, його шпигунська кар'єра деякий час вважалася легендарною серед інших постатей розвідників світу.
Він надавав Радянському Союзу інформацію про наміри Японської імперії під час Другої світової Війни. Згідно з публікаціями, Зорге, наприклад, повідомив Сталіну про наміри Японії почати війну з США нападом на Перл-Гарбор[джерело?]. Завдяки цій інформації Радянський Союз зміг перекинути далекосхідні дивізії під Москву, що спричинило першу поразку гітлерівських військ на східному фронті.
Зорге впіймали наприкінці 1941 року. Ані він, ані Радянський Союз не визнали, що він є радянським шпигуном. Зорге стратили 7 листопада 1944 р. (у день найбільшого радянського свята — річниці жовтневого перевороту) у в'язниці для політичних в'язнів Суґамо (яп. 巣鴨拘置所).
В наш час історична постать Ріхарда Зорге як розвідника, його героїзм та його інформаційний внесок в справу попередження війни або навпаки підпадає критичному перегляду, навіть в деяких колах російських військових. Так його повідомлення Сталіну про начебто початок наступу Третього Рейху на СРСР 22 червня 1941 р. визнається пізнішою радянською пропагандистською фальсифікацією 1960-тих років

| —...Ще в 60-ті роки опубліковано телеграму «Рамзая» з попередженням: Війна почнеться 22 червня... Після цього говорилось: «Зорге точно назвав дату». Полковник В. Н. Карпов (співробітник прес-бюро Служби зовнішньої розвідки Росії): — На жаль, це фальшивка, що з'явилася в хрущовські часи. Розвідка не назвала точної дати, не було вказано однозначно, що війна почнеться 22 червня.[4] |

### Зорге та війна Японської імперії зі США
В серпні 1951 р. справою Ріхарда Зорге займався Конгрес США. У ході слухань було доведено, що радянська військова розвідка в особі нелегальної резидентури «Рамзай» багато зробила для того, щоб підштовхнути Японську імперію до агресивної війни на Тихому океані і для того, щоби ця агресія була спрямована проти Сполучених Штатів Америки.

### Образ Ріхарда Зорге в літературі та кіно
Про Ріхарда Зорге було написано чимало досліджень та детективних романів. Один з романів — Ганса-Отто Мейснера «Прецедент Зорге» (нім. «Der Fall Sorge», в рос. перекладі «Хто ви, доктор Зорге?») на початку 60-х років XX ст. було видано (скорочено) Видавництвом міністерства оборони СРСР.
Тоді ж про Зорге було знято кілька художніх та документальних фільмів. Один з них «Хто ви, доктор Зорге?» був у радянському кінопрокаті. Після того, як у 1964 році цей фільм побачив тодішній голова Радянської держави Микита Хрущов, він став об'єктом офіційної воєнно-патріотичної пропаганди, а йому самому було посмертно присвоєно звання Героя Радянського Союзу.

## Страта
Страта Зорге відбулася в токійській в'язниці «Суґамо» о 10:20 ранку 7 листопада 1944 року, після чого був страчений і Одзакі. Лікар зафіксував у протоколі, що після того, як Зорге зняли з шибениці, його серце билося ще 8 хвилин. У пресі про це нічого повідомлено не було. Японська влада, крім заяви від 17 травня 1942 року, жодної інформації про цю справу не давала.

## Виноски
1. ↑  Герои страны — 2000.
2. 1 2 3 4 5  Чеська національна авторитетна база даних
3. ↑  Bibliothèque nationale de France BNF: платформа відкритих даних — 2011.
4. ↑  22 июня 1941: Могло ли все быть по-иному? // Красная Звезда. — 2001. — 16 черв. Архів оригіналу за 11 лютого 2010. Процитовано 8 жовтня 2008.
5. ↑  Harvard College Library: Hearings on American Aspects of the Richard Sorge Spy Case. House of Representatives Eighty Second Congress. First Session. August 9, 22 and 23. Washington, 1951
6. ↑  Г. О. Мейснер. Кто вы, доктор Зорге? (тескт роману) [Архівовано 30 квітня 2008 у Wayback Machine.](рос.)

## Фільмографія
- IMDb: «Шпигун Зорге», Japan (2003) [Архівовано 22 лютого 2008 у Wayback Machine.]
- IMDb: «Хто ви, доктор Зорге?», Japan-Deutschland (1961) [Архівовано 11 квітня 2011 у Wayback Machine.]
- IMDb: «Зрада Німеччині», Deutschland (1955) [Архівовано 6 березня 2005 у Wayback Machine.]
- Зорге Ріхард Густавович (рос.). // Сайт «Герои страны».